# FaSinPat

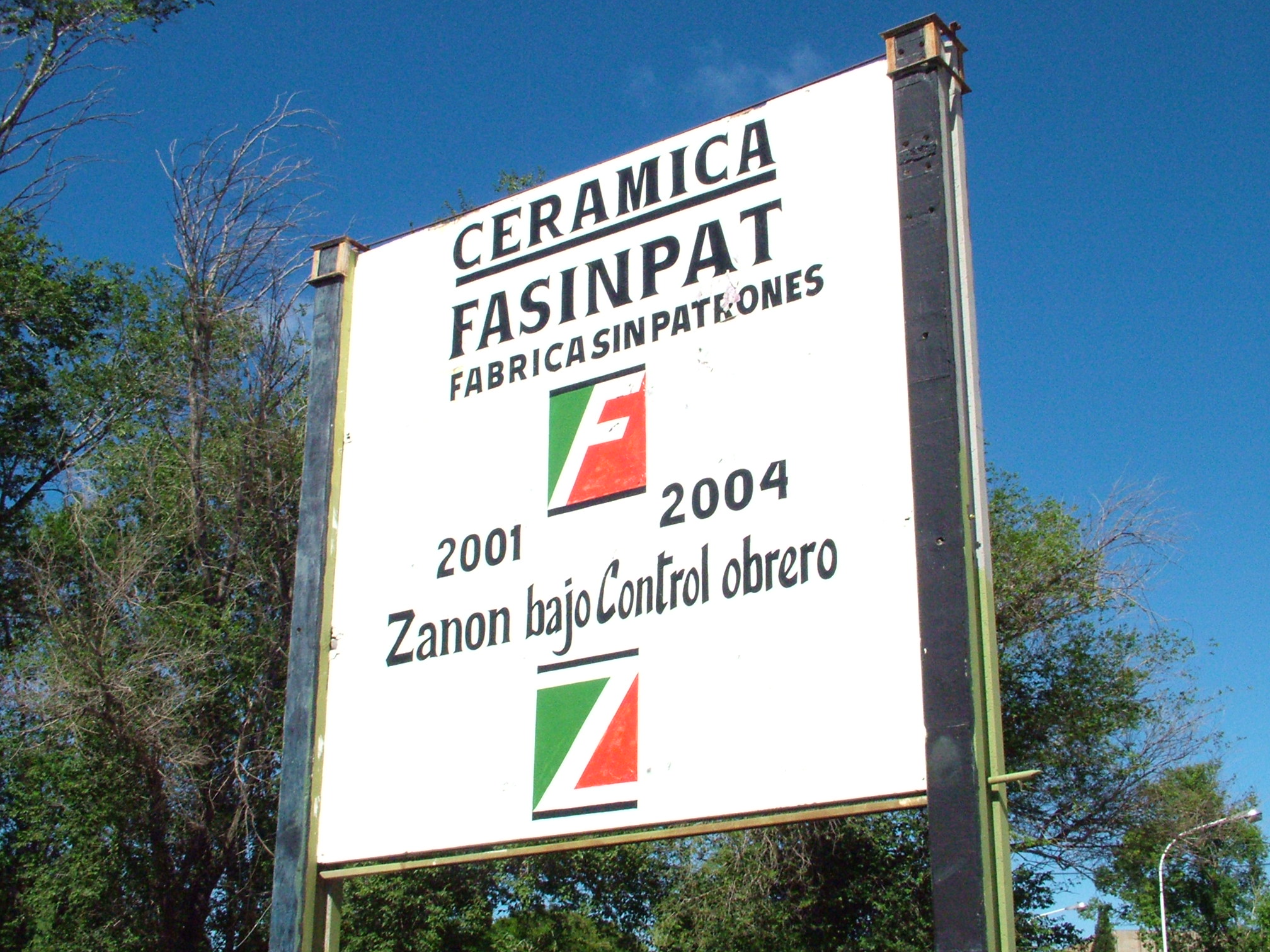
Logo de FaSinPat

FaSinPat, d'abord connue sous le nom de Zanon, est le nom de la coopérative qui administre la fabrique de  tuile en céramique dirigée par les travailleurs eux-mêmes. 
Elle se situe dans le sud de l'Argentine, dans la province de Neuquén et est l'une des plus importantes du « Mouvement argentin d'usines récupérées par les travailleurs » (Movimiento nacional de fábricas recuperadas por los trabajadores), qui prône l'autogestion. C'est l'abréviation de Fábrica Sin Patrones qui signifie « Usine sans patrons » en espagnol.

## Création de l'Usine
L'usine, d'abord baptisée Zanon, fut ouverte au début des années 1980 par Luigi Zanon, tandis que l'Argentine était sous régime dictatorial. D'après Aljandro López, un représentant du parti des travailleurs, l'usine Zanon fut construite sur un terrain communautaire, grâce à des fonds publics venant d'autorités nationales et locales, qui ne furent jamais remboursés. Durant la cérémonie d'inauguration, Luigi Zanon félicita le gouvernement militaire pour avoir « maintenu l'Argentine en tant que pays sûr pour l'investissement », dans une évidente référence à la guerre sale (la répression illégale des dissidents politiques). Au long des années 1990, Zanon se développa grâce à des aides des autorités locales et nationales; Luigi Zanon se trouvait être un bon ami de l'ancien président argentin Carlos Menem et de l'ancien gouverneur de la province de Neuquén, Jorge Sobisch.
D'après López, le syndicat de Zanon tomba sous le contrôle de criminels agissant en collusion avec le propriétaire de l'usine durant les années 1990, quand les lois argentines sur les droits syndicaux accordèrent quelques protections aux travailleurs.
En 2000, après avoir repris le contrôle de la tête du syndicat, les travailleurs de l'usine commencèrent à exiger de meilleures conditions de travail. L'intensification de l'activité syndicale conduisit à l'ouverture d'un conflit avec le propriétaire qui décida un lock-out (fermeture provisoire) de l'usine dans l'espoir de trouver à l'avenir une main-d'œuvre plus docile.

## Fermeture de l'usine Zanon et prise de contrôle par les travailleurs

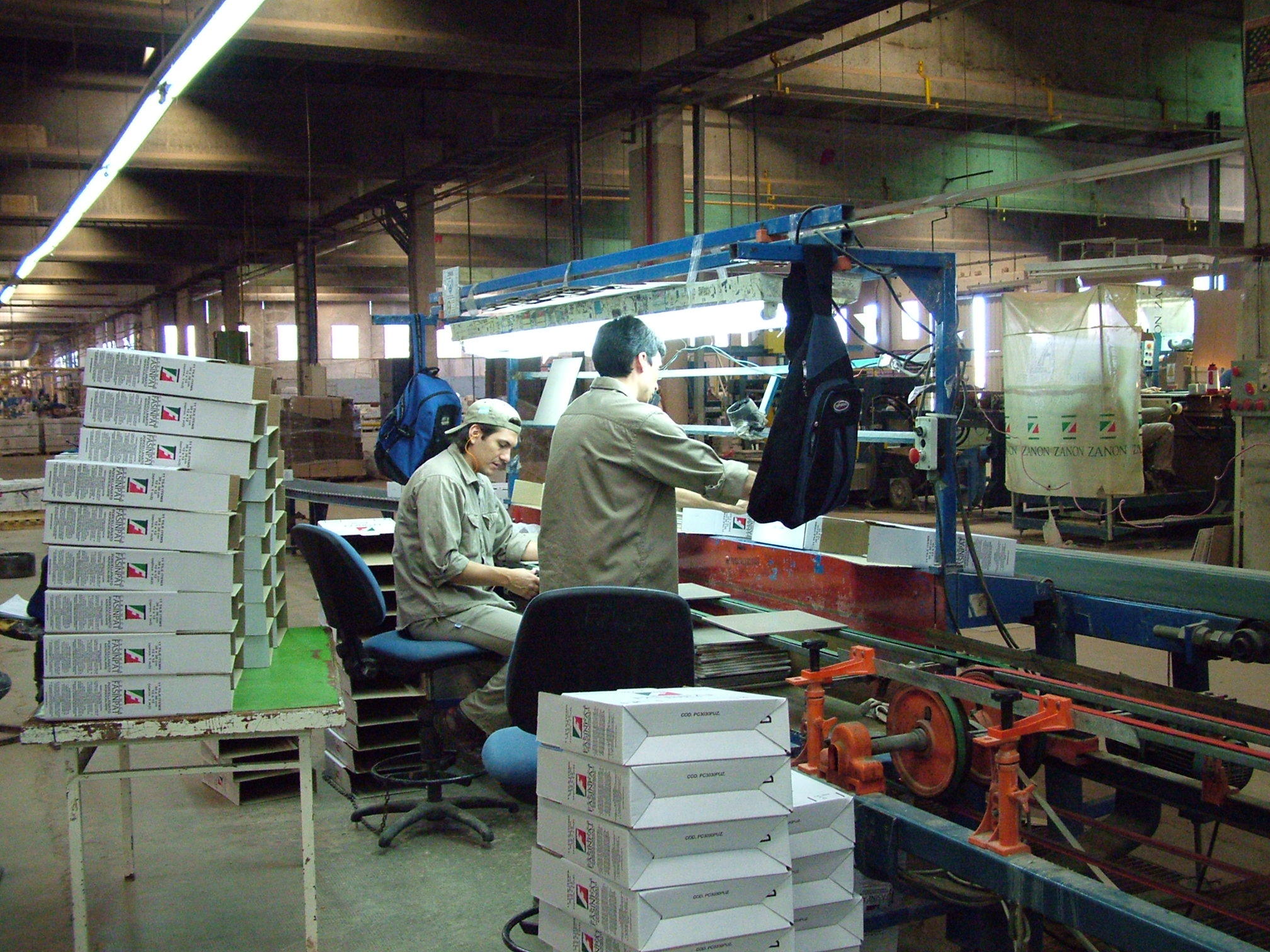
Intérieur de l'usine en 2005

Après la fermeture de l'usine Zanon, les travailleurs prirent son contrôle dans une tentative désespérée pour garder leurs emplois. Ils justifièrent ceci par l'importance du montant qui leur était dû (l'usine ayant été construite grâce à des fonds publics) et par leur inquiétude au sujet de la vente de l'usine. Ces événements se déroulèrent en 2001, dans le contexte chaotique la Crise économique argentine.
Au départ, Luigi Zanon ne s'opposa pas à la prise de pouvoir des travailleurs. En 2002 le gouvernement abandonna le régime de change fixe du «1 peso=1dollar » et décréta la «Pesificación », la conversion de tous les comptes en banque initialement en dollars en pesos, au taux de change officiel. Grâce à la transformation de l'environnement économique, FaSinPat redevint rentable et Luigi Zanon tenta de récupérer sa propriété, en lançant une action en justice et en faisant pression sur les autorités pour chasser les ouvriers. FaSinPat fut aussi la cible d'une violence accrue et de menaces de mort, ainsi en mars 2005, une ouvrière est enlevée et torturée.
Financièrement, FaSinPat a réussi à croître. Durant les quatre années d'autogestion, plus de 170 nouveaux ouvriers ont été engagés, amenant leur nombre total à 410 (en avril 2005).
FaSinPat a consolidé les relations avec la communauté alentour. Depuis le début, l'usine autogérée offrait de sa production aux centres communaux et aux hôpitaux, elle organisait également des activités culturelles pour la communauté. En 2005, FaSinPat décida de fonder une clinique communautaire dans le quartier déshérité de Nueva España. Les habitants du quartier réclamaient cette clinique aux autorités locales depuis deux décennies; FaSinPat l'a construite en trois mois.
Le soutien de la communauté a été un facteur important dans la protection de l'usine face aux menaces dont elle faisait l'objet.